# I конная когорта астуров
I конная когорта астуров (лат. Cohors I Asturum Equitata) — вспомогательное подразделение армии Древнего Рима.
Данное подразделение было сформировано из испанского народа астуров. I конная когорта астуров упоминается в ряде надписей от 14, 90, 116, 134 годов. Она стояла лагерем в провинции Верхняя Германия. Согласно Notitia dignitatum, подразделение продолжало существование вплоть до начала V века. Однако есть предположение, что на самом деле в документе имелась в виду II конная когорта астуров.